# 吳在武
吳在武（韓語：오재무，1998年11月11日—），童星出身的韓國男演員。2016年，在《嘻哈民族2》因為沒有選唱自己作詞的作品，而挑戰難度過高的《Show Me The Money》作品而被淘汰。

## 演出作品

### 電視劇
- 2010年：KBS《麵包王金卓求》飾演 金卓求（少年）
- 2011年：KBS《相信愛》飾演 權斗炫
- 2011年：Channel A《蔬菜店的小夥子》飾演 韓太陽（少年）
- 2012年：SBS《信義》飾演 李成桂
- 2012年：TBS/SBS Plus《浪漫滿屋 TAKE2》飾演 李泰益（少年）
- 2012年：KBS《加油，金先生！》飾演 高柱盛
- 2013年：JTBC《老大》飾演 李仁豪（少年）
- 2013年：MBC《黃金彩虹》飾演 徐道英（少年）
- 2017年：KBS《爸爸好奇怪》飾演 卞俊英（少年）

### 電影
- 2011年：《斗魂》饰演 尹东哲
- 2012年：《上班族》饰演 池亨道（少年）
- 2013年：《红色家族》饰演 昌秀
- 2019年：《流氓世家》饰演 郑南勋
- 2023年：《风车》饰演 广植
- 2024年：《Hauchi》饰演 载学[1]

## 獲獎
- 2010年：大韓民國文化演藝大賞—Talent童星獎
- 2010年：KBS演技大赏—青少年演技奖（《面包王金卓求》）

## 外部連結
- 吳在武的Instagram帳戶
- 吳在武在NAVER上的资料
- 吳在武在韩国电影数据库（KMDb）上的資料（韓語）
- 吳在武在互联网电影资料库（IMDb）上的資料（英文）